# Ульрих II (граф Вюртемберга)
Ульрих II Вюртембергский (нем. Ulrich II. von Württemberg; ок. 1254 — 18 сентября 1279) — граф Вюртемберга с 1265 года. Сын Ульриха I и Мехтильды Баденской.
Вступил на престол Вюртемберга в 1265 году в 11-летнем возрасте и, вероятно, до совершеннолетия находился под опекой графа Гартмана I фон Грюнинген — своего родственника. Впервые упоминается в документах 1270 года.
Неизвестно, был ли Ульрих II женат. Его преемником стал брат — Эберхард I.